# Smaragdina ferulae
Smaragdina ferulae là một loài bọ cánh cứng trong họ Chrysomelidae. Loài này được Gené miêu tả khoa học năm 1839.